# Indianola (Missisipi)
Indianola – miasto w Stanach Zjednoczonych, w stanie Missisipi,  położone w delcie rzeki Missisipi. Siedziba administracyjna  hrabstwa Sunflower.  W roku 2013 liczyło 10 271 mieszkańców.

## Sławni mieszkańcy
- Mary Alice, aktorka
- Albert King, muzyk bluesowy
- B.B. King, muzyk bluesowy